# Ilaix Moriba
Moriba Kourouma Kourouma (Conacri, 19 de janeiro de 2003),[carece de fontes?] mais conhecido como Ilaix Moriba, é um futebolista guineense que atua como meio-campista. Atualmente joga no Celta de Vigo, emprestado pelo RB Leipzig.

## Biografia
Moriba nasceu na cidade de Conacri, em Guiné. Filho de uma mãe guineana e pai liberiano, ele possui cidadania espanhola e guineana.

## Carreira

### Barcelona
Moriba chegou as categorias de base do Barcelona, vindo do Espanyol, em 2010. Considerado um dos melhores jogadores de sua geração, Moriba por muitas vezes jogou em categorias com jogadores muito mais velhos do que ele. Em 2018, com 15 anos de idade, chamou atenção ao marcar um hat-trick contra o Real Madrid sub-19. O mais notável foi o seu terceiro e último gol, marcado do meio de campo.
Em janeiro de 2019, quando seu contrato juvenil estava prestes a expirar, clubes como Manchester City e Juventus tentaram contratá-lo, mas ele eventualmente acabou renovando seu contrato com o Barça, com um salário de mais de 500 mil euros por ano e uma cláusula rescisória de 100 milhões de euros. Na temporada seguinte, ele foi promovido ao Barça B. Marcou seu primeiro gol em 8 de março de 2020, na vitória por 3–2 contra o Llagostera.
Durante a temporada 2020–21, Moriba foi escalado para o time principal pela primeira vez contra o Granada, pelo Campeonato Espanhol. Ele não entrou no jogo, que foi vencido pelos catalães por um placar de 4–0. Moriba mais tarde fez sua estreia pelo time principal, como titular, em 21 de janeiro de 2021, contra o Cornellà, pela terceira fase da Copa del Rey. Ele foi substituído aos 74 minutos, e o Barcelona venceu a partida por 2–0. Em 13 de fevereiro de 2021, ele fez sua estreia pelo Campeonato Espanhol, na vitória em casa por 5–1, contra o Alavés, na qual ele deu uma assistência para o gol de Francisco Trincão.
Ele marcou seu primeiro gol pelo time principal em 6 de março de 2021, pelo Campeonato Espanhol, na vitória por 2–0, fora de casa, contra o Osasuna. Com esse gol se tornou o quinto jogador mais jovem da história recente do clube catalão a marcar um gol, ficando atrás apenas de Pedri, Lionel Messi, Bojan Krkić e Ansu Fati, respectivamente.
Em 10 de março de 2021, Moriba fez sua estreia pela Liga dos Campeões da UEFA, entrando aos 79 minutos contra o Paris Saint-Germain.

### Seleção
Ilaix joga pela divisões de base da Espanha, mas ambas federações de futebol de Guiné e da Libéria reportaram que tentaram convencê-lo a mudar de nacionalidade. Tudo indica que o jovem acabou optando por jogar pela Seleção Guineana, e que ele estava suposto a realizar sua estreia em junho de 2020, antes da pandemia de COVID-19 congelar o mundo do futebol.

## Estilo de jogo
Por sua fisicalidade e criatividade, Moriba é comparado ao futebolista francês Paul Pogba.

## Estátisticas
- Atualizado até 13 de fevereiro de 2021

| Clube              | Liga              | Temporada         | Campeonato nacional | Campeonato nacional | Copa nacional | Copa nacional | Competições continentais | Competições continentais | Outros | Outros | Total | Total |
| Clube              | Liga              | Temporada         | Jogos               | Gols                | Jogos         | Gols          | Jogos                    | Gols                     | Jogos  | Gols   | Jogos | Gols  |
| ------------------ | ----------------- | ----------------- | ------------------- | ------------------- | ------------- | ------------- | ------------------------ | ------------------------ | ------ | ------ | ----- | ----- |
| Barcelona B        |                   |                   |                     |                     |               |               |                          |                          |        |        |       |       |
| Segunda División B |                   |                   |                     |                     |               |               |                          |                          |        |        |       |       |
| 2019–20            | 8                 | 1                 | —                   | —                   | —             | —             | 3                        | 0                        | 11     | 1      |       |       |
| 2020–21            | 7                 | 0                 | —                   | —                   | —             | —             | 0                        | 0                        | 7      | 0      |       |       |
| Total              | Total             | 15                | 1                   | —                   | —             | —             | —                        | 3                        | 0      | 18     | 1     |       |
| Barcelona          | La Liga           | 2020–21           | 1                   | 0                   | 1             | 0             | 0                        | 0                        | 0      | 0      | 2     | 0     |
| Total              | Total             | Total             | 1                   | 0                   | 1             | 0             | 0                        | 0                        | 0      | 0      | 2     | 0     |
| Total na carreira  | Total na carreira | Total na carreira | 16                  | 1                   | 1             | 0             | 0                        | 0                        | 3      | 0      | 20    | 1     |

1. ↑  Aparições nos play-offs da Segunda División B de 2020

## Títulos
Barcelona
- Copa do Rei: 2020–21

### Prêmios individuais
- 60 jovens promessas do futebol mundial de 2020 (The Guardian)[4]